# Interferometría de moteado

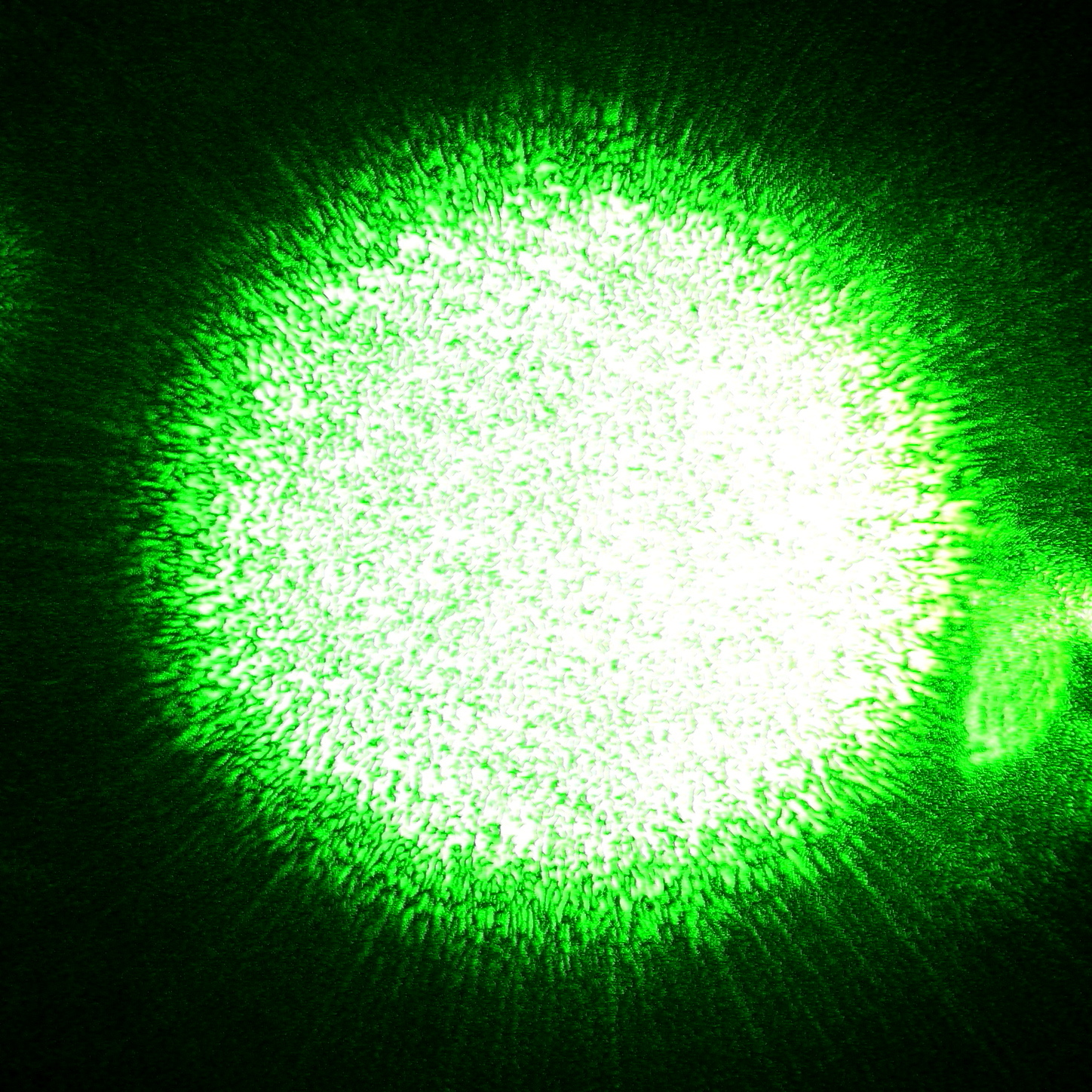
Imagen tomada por una cámara digital del moteado producido por un puntero láser verde.

La interferometría de moteado (interferometría speckle en inglés), consiste en el análisis de patrones de intensidad producidos por la interferencia mutua entre frentes de onda coherentes que son sujetos a diferencias de fase o fluctuaciones de intensidad. Estos patrones constituyen una valiosa fuente de información sobre la superficie iluminada. Distintos ejemplos de patrones Speckle se presentan cuando se ilumina una superficie rugosa con un haz láser o cuando la imagen de una estrella distante es observada a través de la atmósfera (Speckle Imaging). Además, con el uso de estos sistemas es posible analizar, en un solo punto, deformaciones o desplazamientos en la superficie de una muestra tanto en la dirección axial (modo out-plane) como en la dirección tangencial (modo in-plane).

## Métodos experimentales
El patrón speckle es producido al iluminar una superficie difusora con luz coherente. La interferencia de los frentes de onda dispersados produce una distribución de motas (speckles) de luz en el área iluminada. Los datos recogidos son analizados para obtener la parte de la señal que corresponde al desplazamiento o deformación del punto de la muestra donde se hizo la medida. Después la señal es observada a través de un osciloscopio y luego transferida a un ordenador para obtener su espectro de amplitud.
Dos haces, con la misma intensidad, son enfocados en un punto de la superficie iluminando un área de alrededor de {\displaystyle 20\mu m} de diámetro. Entre los dos haces hay una diferencia de frecuencia ({\displaystyle \Delta \nu \approx 10^{1}MHz}) (Dändliker & Willemin 1980) producida al hacer pasar la salida un láser a través de una rejilla acusto-óptica de Bragg.  El haz láser es dividido en dos para luego irradiar la muestra con dos ángulos de incidencia iguales y opuestos a la normal de la superficie. La luz dispersada es detectada en la dirección del bisector del ángulo formado por los dos haces incidentes. Al ser un sistema heterodino, la frecuencia de la señal de interferencia resultante es igual a la diferencia entre las dos señales incidentes.  La luz dispersada es detectada por un fotodiodo cuya apertura debe ser escogida de forma que al menos 100 speckles sean recogidos por el detector, así se asegura una suficiente potencia óptica media (Dändliker & Willemin 1980). El montaje para la medida por interferometría speckle para desplazamientos tangenciales (modo in-plane) se esquematiza en la siguiente figura:
Al registrar el patrón speckle antes {\displaystyle [I(x,y)]} y después {\displaystyle [I'(x,y)]} de la deformación:
{\displaystyle {\begin{array}{rcl}&&u=u_{1}(x,y)+u_{2}(x,y)\\I(x,y)&=&u_{1}^{2}(x,y)+u_{2}^{2}(x,y)+2u_{1}(x,y)u_{2}(x,y)\cos(\theta (x,y))\\I'(x,y)&=&u_{1}^{2}(x,y)+u_{2}^{2}(x,y)+2u_{1}(x,y)u_{2}(x,y)\cos(\theta (x,y)+\delta (x,y))\end{array}}}
La diferencia entre estas dos intensidades es: 
{\displaystyle 2u_{1}(x,y)u_{2}(x,y)\cos(\theta (x,y)+\delta (x,y))-2u_{1}(x,y)u_{2}(x,y)\cos(\theta (x,y))}. Esta se hace cero cuando el desplazamiento {\displaystyle \Delta r} cumple la relación: 
{\displaystyle \delta (x,y)=k\Delta r=2n\pi \longrightarrow \Delta r=n\lambda }
Lo que quiere decir que cada franja que se observa en el interferograma puede ser interpretado como una variación de una longitud de onda ({\displaystyle \lambda }) en el camino óptico.
Para el sistema ilustrado, un desplazamiento {\displaystyle \delta r} crea una variación en el camino óptico igual a {\displaystyle 4\pi \sin \theta \cdot \delta x/\lambda }. Donde {\displaystyle \theta } es el ángulo formado entre el rayo de incidencia y la normal de la superficie, {\displaystyle \lambda } es la longitud de onda y {\displaystyle \delta x} es el desplazamiento en {\displaystyle x}.

## Aplicaciones

### Medida de frecuencias de vibración y deformaciones
En la medición de las frecuencias de vibración suelen utilizarse transductores piezoeléctricos que inducen y miden las vibraciones en una muestra. Por su naturaleza mecánica, los transductores deben estar en contacto con la pieza lo que conlleva a errores en los resultados. En comparación, los sensores ópticos no necesitan entrar en contacto con la muestra y por tanto la respuesta es más fiable y precisa. Entre sus otras ventajas está que las medidas por este sistema no son afectadas por las vibraciones ambientales de baja frecuencia, su ancho de banda es mucho más alto que el de un transductor y el límite del tamaño de detección es bastante pequeño ({\displaystyle \approx 1nm}) (Bayón et al 1993).

### Astronomía
La interferometría de moteado (en inglés "Speckle Interferometry") es usada como una técnica astronómica consistente en la captura de gran cantidad de imágenes fotográficas o CCD de corta exposición, mezcladas y procesadas por ordenador: el resultado muestra la imagen del objeto estudiado con mayor resolución, como si la atmósfera terrestre no se hubiese perturbado ni emborronado su aspecto original. Con esta novedosa técnica aumenta la resolución de los telescopios terrestres, pudiendo desdoblar sistemas binarios cerrados o apreciar cuerpos celestes de reducido tamaño (como un asteroide).

## Analogías
Los patrones moteados también pueden ser observados en otros sistemas donde se produce interferencia aleatoria, incluyendo situaciones en las que, por ejemplo, el fenómeno no se observa a lo largo del espacio sino en el tiempo. Es el caso de la reflectometría óptica en el dominio del tiempo sensible a la fase, donde múltiples reflexiones de un punto coherente que se han generado en distintos instantes interfieren para producir una señal aleatoria en el dominio del tiempo.